# Rosyjska misja prawosławna w Korei

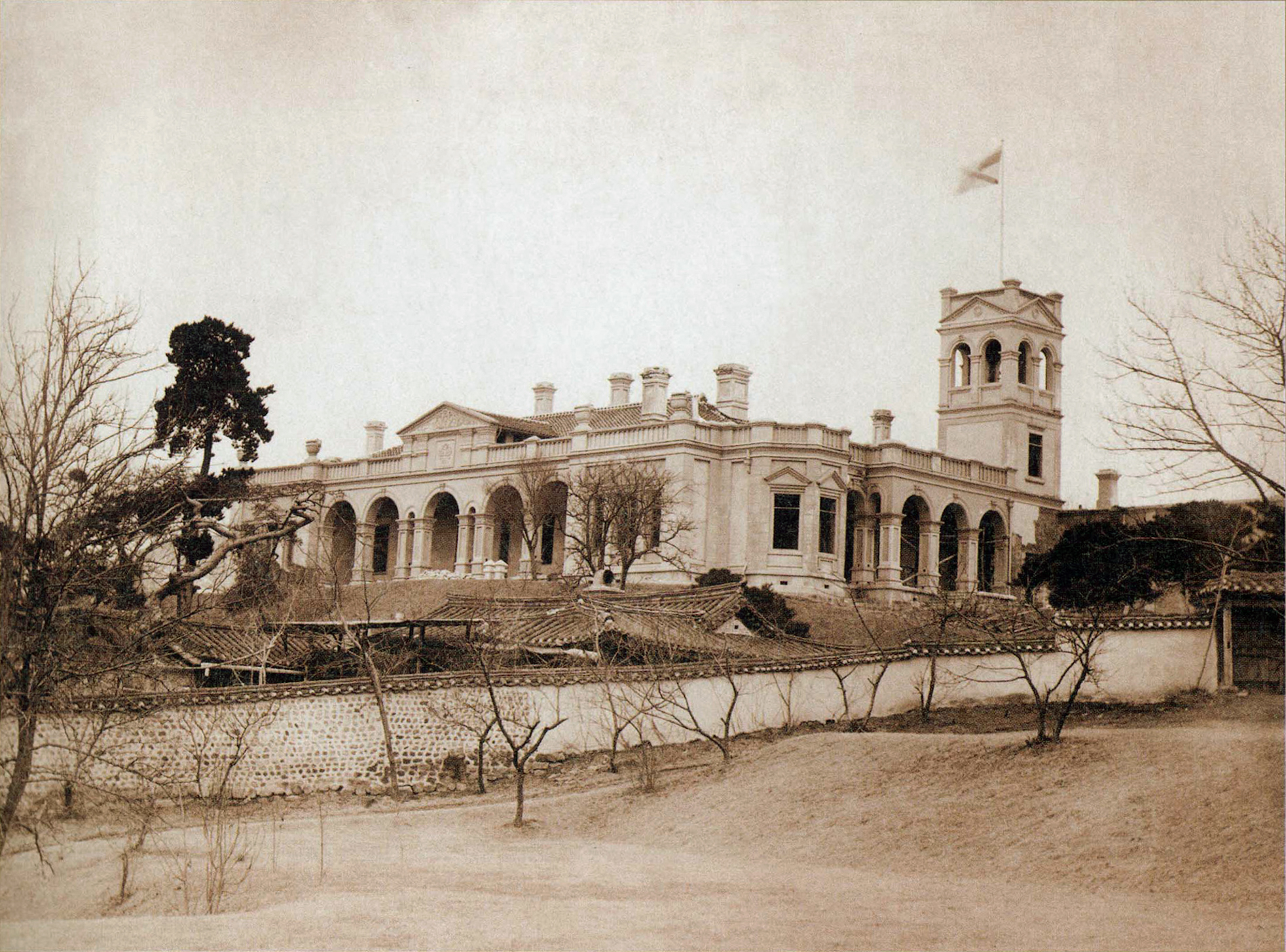
Budynek misji, widok z 1903

Rosyjska misja prawosławna w Korei (Русская духовная миссия в Корее) – misja prowadzona przez Rosyjski Kościół Prawosławny w Korei na początku XX wieku. Podobnie jak analogiczne przedsięwzięcia w Chinach i Japonii, miała na celu nawracanie miejscowej ludności na prawosławie oraz zapewnianie opieki duszpasterskiej nielicznej ludności rosyjskiej w tym kraju. Z trzech misji prowadzonych przez Rosyjską Cerkiew na Dalekim Wschodzie była zorganizowana na najmniejszą skalę i odniosła najmniejsze efekty. 
Świątobliwy Synod Rządzący Rosyjskiego Kościoła Prawosławnego postanowił erygować misję w Korei w 1897. Jej zwierzchnikiem został wyznaczony archimandryta Ambroży (Gudko). Kapłani prawosławni nie zostali jednak wpuszczeni na terytorium kraju. Ostatecznie misja rozpoczęła swoją działalność w 1900 z archimandrytą Chryzantem (Szetkowskim) jako zwierzchnikiem. Miała swoją siedzibę w Seulu, gdzie urządzona została pierwsza w tym kraju cerkiew prawosławna. Była to świątynia domowa pod wezwaniem św. Mikołaja, usytuowana w ambasadzie rosyjskiej, mogąca pomieścić 80 wiernych. Cerkiew ta była jednak dostępna jedynie dla Rosjan i w związku z tym realna działalność misyjna nie była w rzeczywistości prowadzona. Większe nakłady pieniężne zostały przeznaczone na misję w Korei dopiero po wojnie rosyjsko-japońskiej, gdy car Mikołaj II Romanow postrzegał krzewienie prawosławia jako jeden ze sposobów odbudowy wpływów rosyjskich na Dalekim Wschodzie. W tym okresie misjonarze zorganizowali trzy kaplice oraz pięć punktów misyjnych bez własnych cerkwi; dopiero w 1910 powstała wolno stojąca cerkiew w Seulu. Jurysdykcyjnie misja podlegała eparchii władywostockiej.
Działalność misji uległa zahamowaniu po 1910, kiedy Korea została anektowana do Cesarstwa Japonii, a w całym kraju miała miejsce fala ataków na chrześcijan. Mimo wyświęcenia w 1912 pierwszego konwertyty koreańskiego na diakona, misja nie zdołała już zdobyć silnej pozycji w społeczeństwie – o wiele większe sukcesy odnosiły misje katolicka i protestancka. W 1921 Rosyjski Kościół Prawosławny ogłosił wycofanie się z działalności misyjnej w Korei.